# Andreas Müller (cykelrytter)
Andreas Müller (født 25. november 1979 i Berlin) er en cykelrytter fra Østrig. Hans foretrukne disciplin er banecykling, hvor han har vundet medaljer ved VM, EM og nationale mesterskaber.
I 2014 vandt han i Berlin sit eneste seksdagesløb. Ved Københavns seksdagesløb er det i 2016 blevet til en tredjeplads med makker Andreas Graf.